# Deja Vu All Over Again
Deja Vu All Over Again är ett musikalbum av John Fogerty från 2004.

## Låtlista
1. "Deja Vu (All Over Again)" - 4:13
2. "Sugar-Sugar (In My Life)" - 3:30
3. "She's Got Baggage" - 2:35
4. "Radar" - 3:07
5. "Honey Do" - 2:51
6. "Nobody's Here Anymore" - 4:03
7. "I Will Walk With You" - 3:02
8. "Rhubarb Pie" - 3:17
9. "Wicked Old Witch" - 3:26
10. "In the Garden" - 3:51